# Raymonde Kacou
Raymonde Kacou, née le 7 janvier 1987, est une footballeuse internationale ivoirienne. 

## Biographie
Elle participe avec l'équipe de Côte d'Ivoire à la Coupe du monde 2015 organisée au Canada. Lors du mondial, elle joue deux matchs : contre l'Allemagne, et la Thaïlande.
Elle participe également à la Coupe d'Afrique des nations en 2012.